# Reformierte Kirche (Loga)

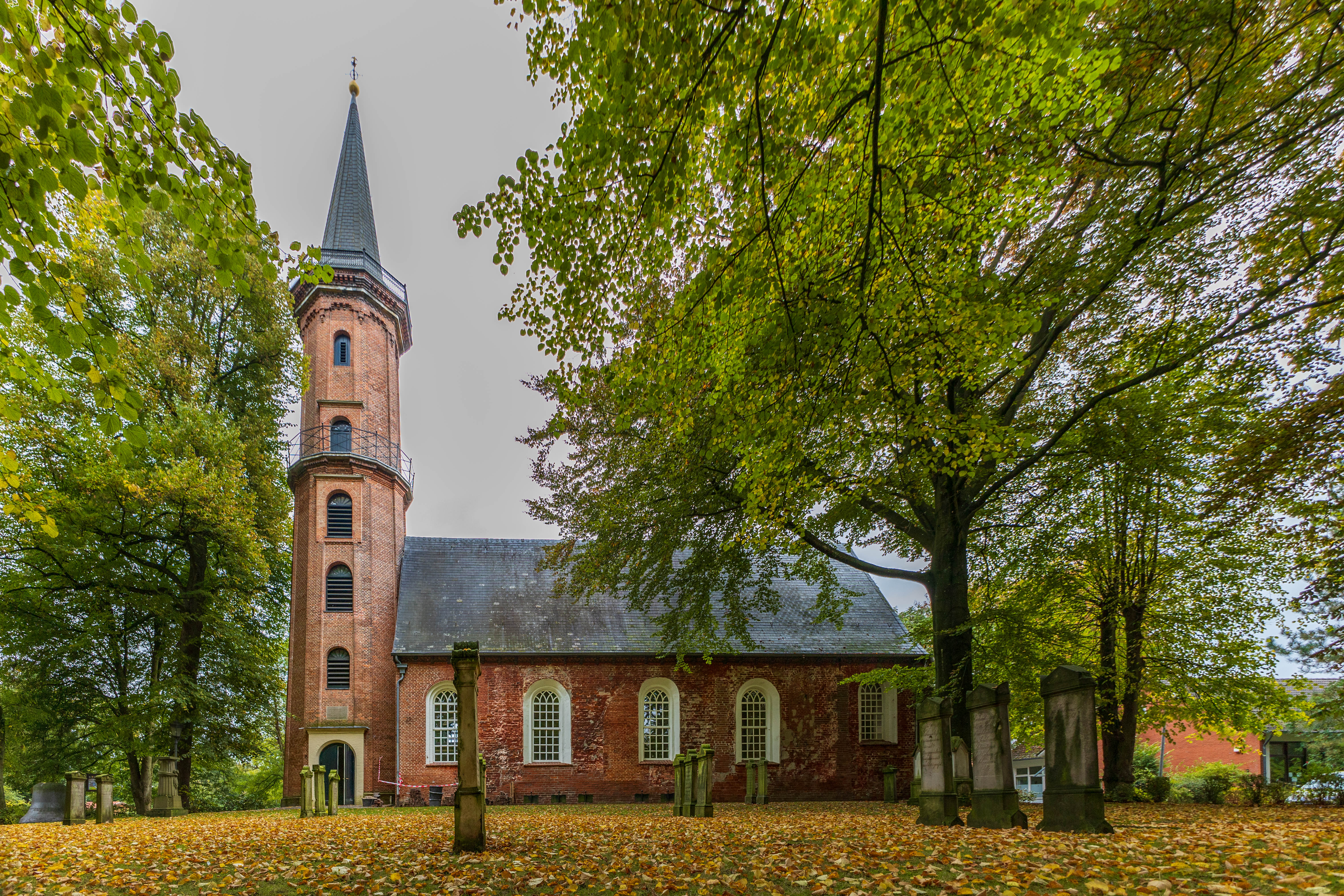
Reformierte Kirche in Loga

Die Reformierte Kirche im ostfriesischen Loga wurde im 13. Jahrhundert gebaut und diente Mitgliedern der Familie von Wedel als Grablege.

## Geschichte

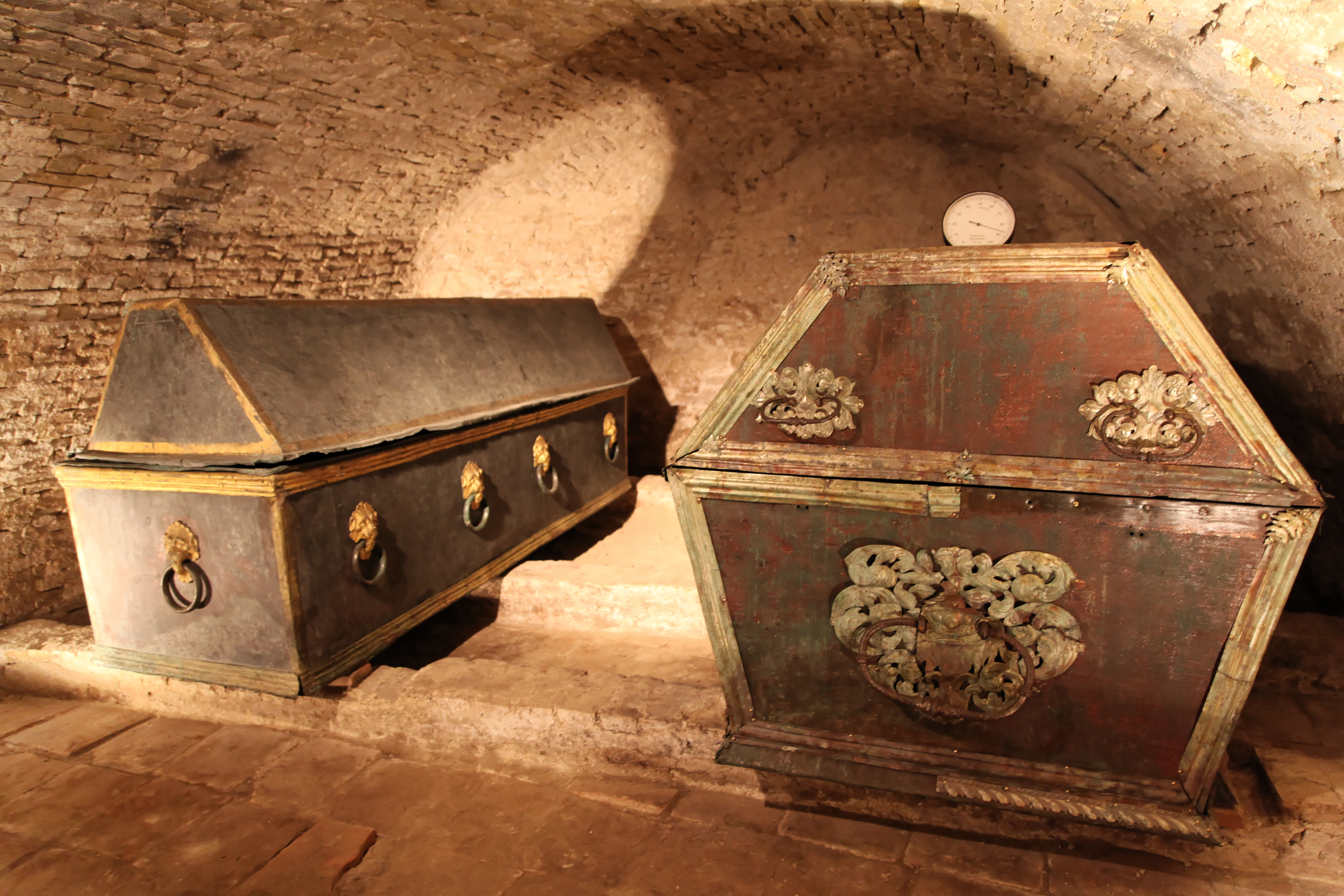
Blick in die Gruft

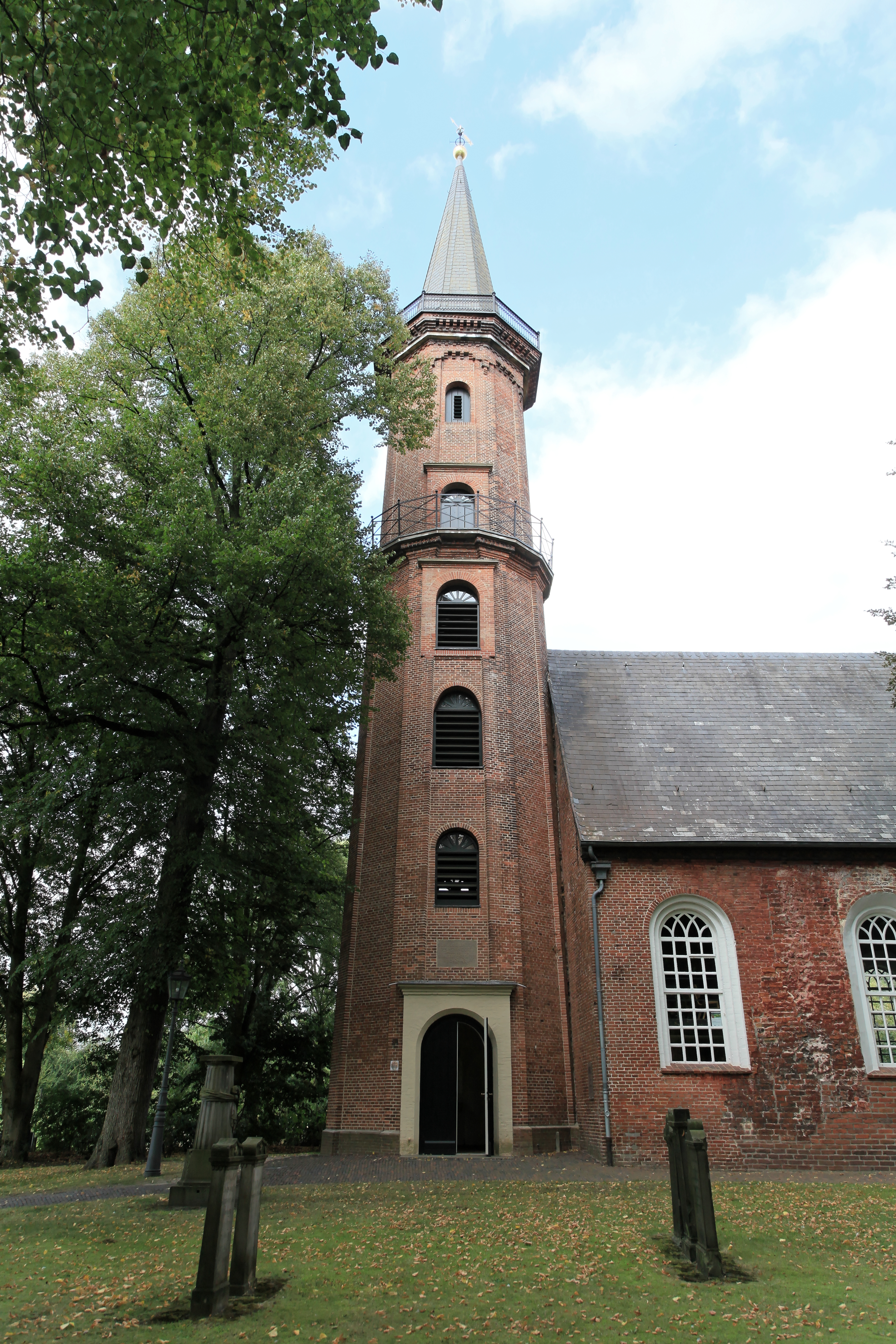
Turm von Süden

Ende des 13. Jahrhunderts wurde die Kirche mit Backsteinen im Klosterformat als Saalkirche errichtet. Im 15. Jahrhundert wurde der Chor mit Kreuzgewölbe angebaut, der das Kirchenschiff in der ganzen Breite um 5,5 Meter östlich verlängerte. Ein Backstein mit der Jahreszahl 1472 über dem Nordportal kann als Hinweis auf die Erbauungszeit gedeutet werden. Später wurden die rundbogigen Portale zugemauert und größere Fenster eingebrochen. Bei der Renovierung 1966 wurden Mauernischen freigelegt, die in vorreformatorischer Zeit als Standort für Reliquien oder Vasa Sacra gedient haben können.
Unterhalb des Chors ließ Erhardt von Ehrentreuter von Hofrieth, der Erbauer der benachbarten Evenburg, im 17. Jahrhundert eine Gruft mit zwei Grabkammern einrichten. Er hatte von Graf Ulrich II. die Lehnsrechte für Loga und Logabirum erhalten, was das Recht auf die Grabkammern in der Kirche einschloss. In sieben Särgen wurden Mitglieder der Familie von Wedel und Pastoren beigesetzt.
Als 1839 der alte freistehende Turm abgängig war, wurde er durch einen sechsgeschossigen Westturm (34 m) ersetzt. Die Baumeister H. T. und G. D. Hinrichs errichteten 1842/1843 den Turm, der mit seiner leuchtturmartigen Gestalt an den Glockenturm der Ditzumer Kirche erinnert. Der oktogonale Spitzhelm hat als Wetterfahne einen geschmiedeten Ring mit einem nach oben weisenden Pfeil. Im Jahr 1920 goss die Glockengießerei Otto in Hemelingen als Ersatz für die 1917 abgelieferte Glocke eine neue Glocke (1.658 kg, 1.390 mm, dis1). Sie trägt die Inschrift: „ALLEIN GOTT IN DER HOEH SEI EHR / JESUS CHRISTUS GESTERN UND HEUTE DERSELBE AUCH IN EWIGKEIT / AN STELLE DER ALTEN IM DIENSTE DES KRIEGSBEDRAENGTEN VATERLANDES 1917 ZERSCHLAGENEN GLOCKE / NEUGEGOSSEN IM JAHRE 1920 ALS H KLUGKIST HESSE PASTOR DER REFORMIERTEN GEMEINDE IN LOGA WAR“. 2017 schaffte die Gemeinde eine neue Bronzeglocke der Firma Petit & Gebr. Edelbrock aus Gescher an (2.804 kg, 1.670 mm, h0). Sie trägt als Inschrift den Bibelvers aus Lk 2,14 : „EHRE SEI GOTT IN DER HÖHE UND FRIEDE AUF ERDEN BEI DEN MENSCHEN SEINES WOHLGEFALLENS / DER GUSS DIESER GLOCKE IM JAHRE DES HERRN 2017 WURDE FINANZIERT DURCH SPENDEN VON GEMEINDEMITGLIEDERN UND FREUNDEN UNSERER GEMEINDE“.

## Ausstattung

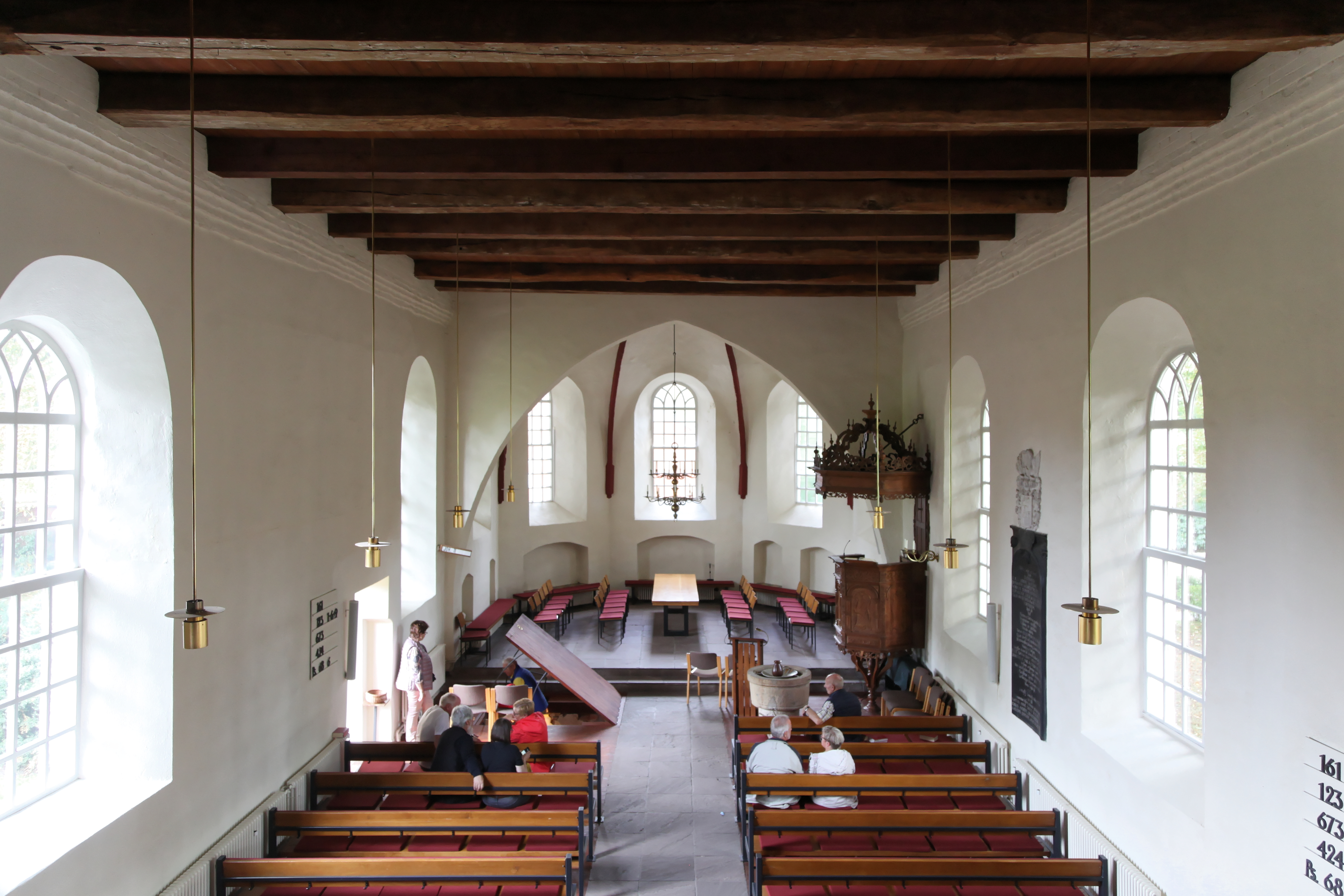
Blick in Richtung Chor

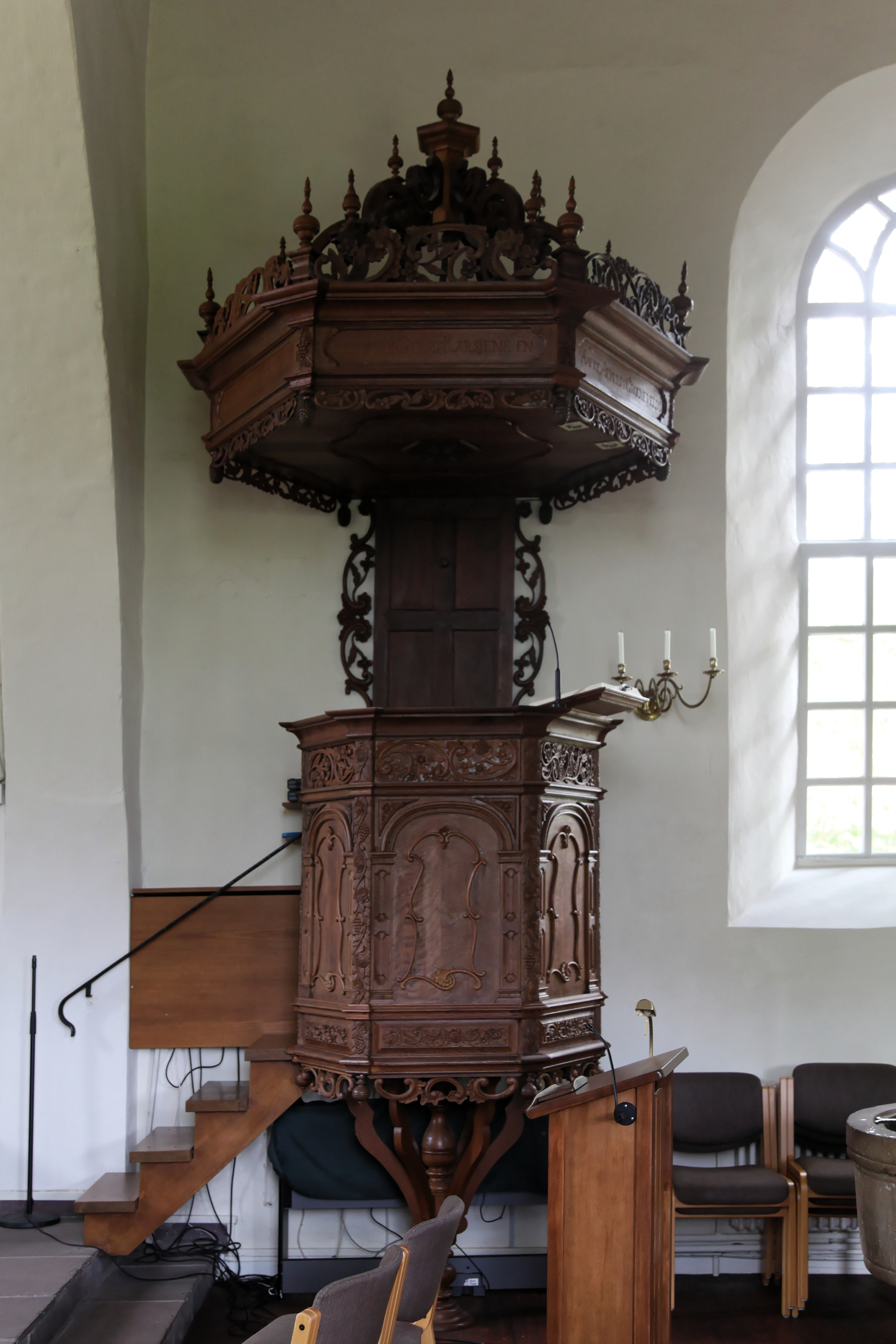
Kanzel

Ältester Einrichtungsgegenstand der Kirche ist das romanische Taufbecken aus Bentheimer Sandstein. Die sonst üblichen Ornamente und das Podest mit Löwengestalten wurden entfernt. Die Grabplatte des Erhardt von Ehrentreuter befindet sich vor der Kanzel. Im 19. Jahrhundert ersetzte man den Taufstein durch einen kleineren und stellte den alten vor die Kirche. In der ersten Hälfte des 20. Jahrhunderts diente er in einer Logaer Schmiede als Kühlbecken, bis er nach dem Zweiten Weltkrieg wiederentdeckt und in die Kirche überführt wurde. Der Kronleuchter wurde im Jahr 1690 gestiftet. 1778 wurde die eichene Kanzel von Joachim Kasper Hessemeiers (Hessenius) mit Schnitzwerk, Traubengehängen und einem Schalldeckel angefertigt, der reiches Schnitzwerk in Gestalt einer Krone aufweist. Ein Abendmahlsteller stammt von Rintzius de Grave aus dem 18. Jahrhundert.
Im 19. Jahrhundert zog man ein hölzernes Tonnengewölbe ein, das im Zuge der Renovierungen in den 1960er Jahren aber wieder entfernt wurde. Heute bildet die ursprüngliche Balkendecke wieder den Abschluss des Langhauses.

## Orgel

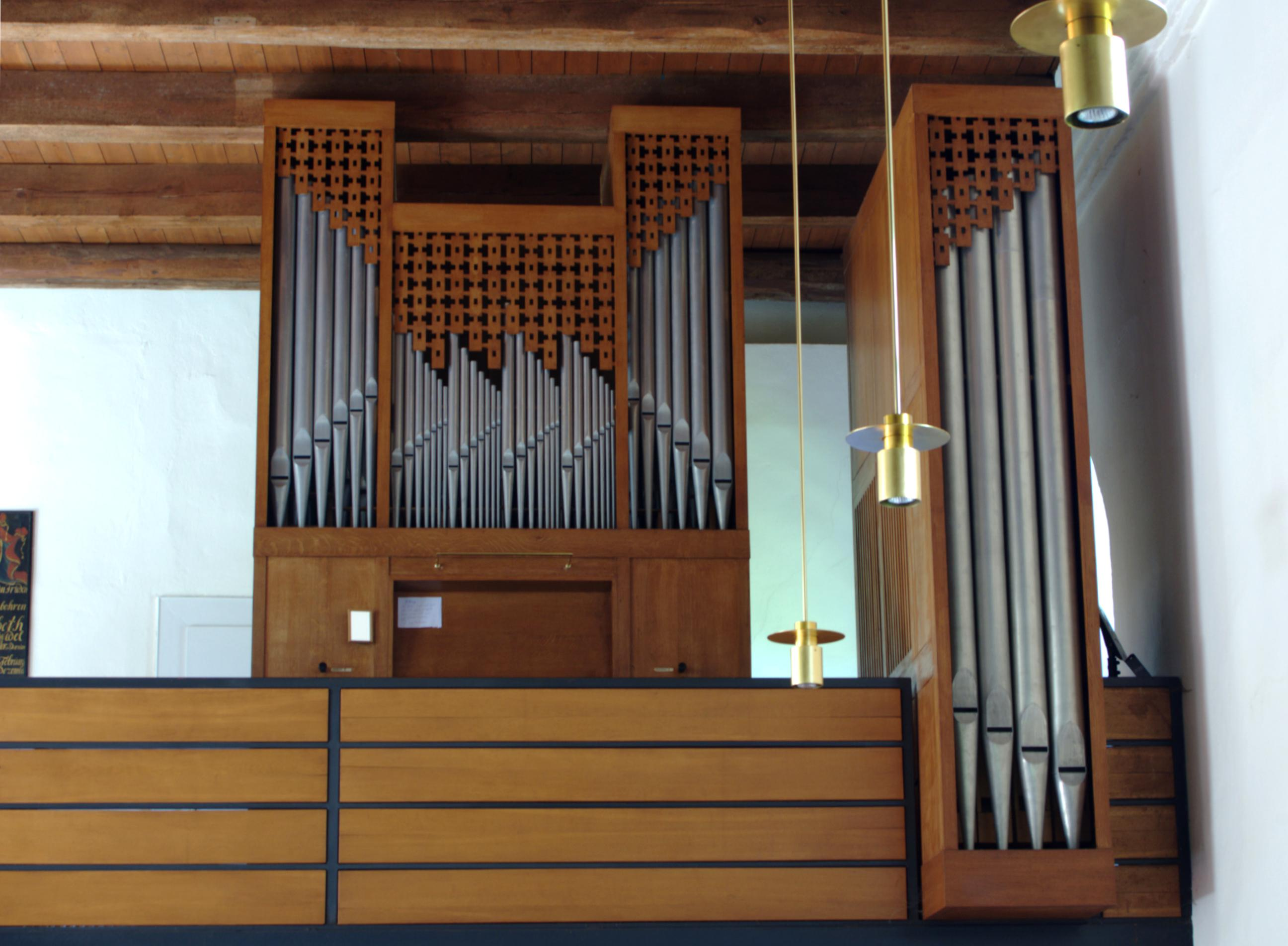
Ahrend & Brunzema-Orgel (1969) im Jahr 2010

Die Orgel datiert aus dem Jahr 1969 und stammt aus der Orgelwerkstatt Ahrend & Brunzema. Das Instrument verfügte ursprünglich über neun Register auf einem Manual und Pedal. 2023/2024 wurde ein Rückpositiv mit sechs neuen Registern durch Orgelbau Ahrend ergänzt. Die Disposition lautet seitdem wie folgt:
| I Hauptwerk C– |    |
| Prinzipal      | 8′ |
| Holzgedackt    | 8′ |
| Oktave         | 4′ |
| Rohrflöte      | 4′ |
| Oktave         | 2′ |
| Mixtur IV–VI   |    |
| Trompete       | 8′ |

| II Rückpositiv C– |       |
| Gedackt           | 8′    |
| Blockflöte        | 4′    |
| Octave            | 2′    |
| Quinte            | 1 ⁄3′ |
| Sesquialtera II   |       |
| Dulzian           | 8′    |

| Pedal C– |     |
| Subbass  | 16′ |
| Oktave   | 8′  |

- Koppeln: II/I, I/P